# Abu Ghatta
Abu Ghatta – wieś w Syrii, w muhafazie Aleppo, w dystrykcie As-Safira. W 2004 roku liczyła 843 mieszkańców.